# Æthelwulf
Ethelwulf, també escrit Æthelwulf, Aethelwulf, o Æþelwulf, que vol dir «llop noble» en anglès antic, fou rei de Wessex des del 839 fins a la seva mort el 858. Era l'únic fill conegut del rei de Wessex Egbert. Va conquerir el regne de Kent en nom del seu pare el 825, qui el nomenà virrei d'aquestes terres. A la mort d'Egbert, Ethelwulf el va succeir com a rei de Wessex, mentre que el seu fill gran Æthelstan esdevenia virrei de Kent.

## Regnat

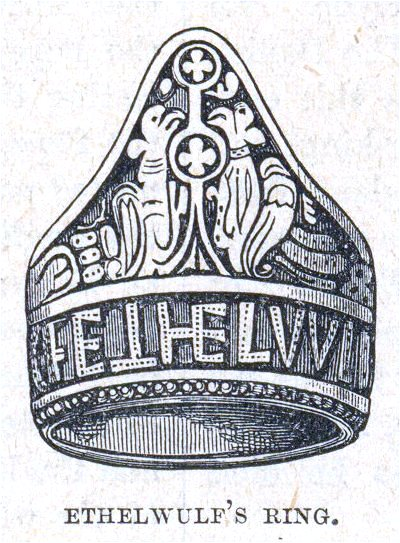
Anell reial d'Ethelwulf.

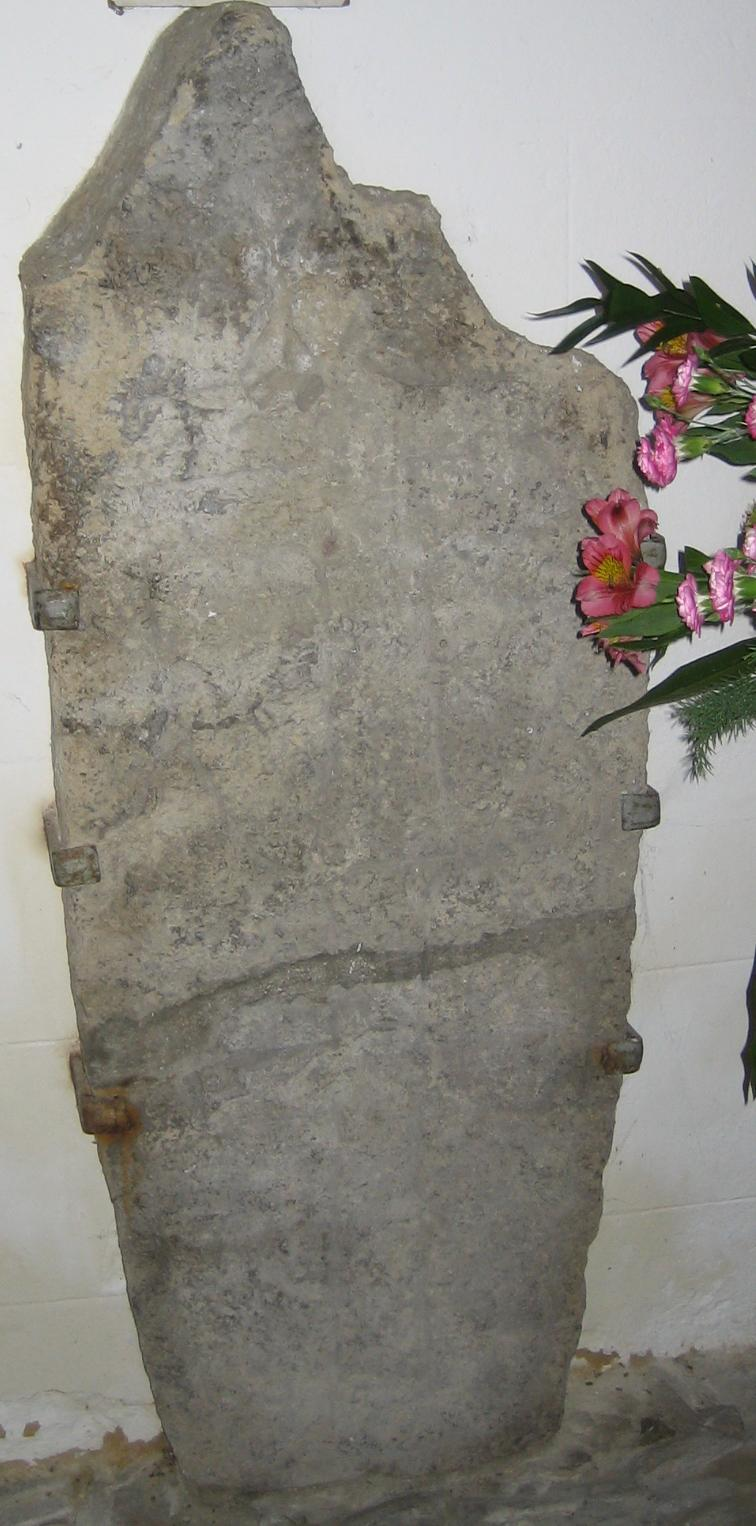
Tomba d'Ethelwulf

Ethelwulf tenia un caràcter fortament religiós. Segons la Crònica anglosaxona va participar en diverses batalles, principalment en defensa de les seves terres contra les ràtzies de vikings danesos i va assolir una gran victòria contra els pagans el 851, lluitant amb el seu fill Æthelbald qui esdevindria més tard rei.
A l'est va lluitar contra els gal·lesos, amb l'ajuda del seu gendre Burgred, rei de Mèrcia i va derrotar el cabdill Cyngen ap Cadell.

## Família i descendència
Ethelwulf va dividir el seu regne, donant la part oriental (Kent, Essex, Surrey, i Sussex) al seu fill gran Æthelstan i quedant-se ell amb la part més antiga del regne, és a dir, Wessex (Hampshire, Wiltshire, Dorset i Devon).
Amb la seva primera esposa Osburh va tenir cinc fills i una filla. Æthelstan fou el primer, i els altres quatre foren Æthelbald, Æthelbert, Æthelred i Alfred el Gran. Tots ells foren reis, destacant Alfred, que és considerat un dels monarques més importants en la història d'Anglaterra. L'única filla d'Ethelwulf, Æthelswith, es va casar amb Burgred, rei de Mèrcia.

## Peregrinació a Roma, conspiració i mort
Ethelwulf era molt religiós i el 853 va enviar el seu fill petit Alfred, de només 4 anys, a Roma. El 855, un any després de la mort de la seva esposa, el rei va decidir reunir-se amb el seu fill i va viatjar cap a Roma, on va fer diverses i generoses donacions a l'església. Durant el viatge de tornada, es va casar amb Judit, una princesa franca de 12 anys, filla de Carles el Calb.
En arribar a Anglaterra el 856, Æthelwulf va trobar-se que el seu fill gran Æthelstan havia mort i el seu altre fill Æthelbald havia conspirat amb els nobles per proclamar-se rei. Æthelwulf tenia encara prou suport per enfrontar-se al seu fill, però va decidir evitar una guerra civil i li va cedir la part occidental del regne, quedant-se ell amb el centre i les terres de l'est, on va regnar fins a la seva mort el 13 de gener del 858.